# Erich Lölhöffel von Löwensprung
Erich Adolf Lölhöffel von Löwensprung (* 20. Oktober 1845 in Torgau; † 3. November 1915 in Blankenburg (Harz)) war ein preußischer Generalleutnant.

## Leben

### Herkunft
Erich Lölhöffel von Löwensprung war das zweite Kind des preußischen Majors Albert Hermann Carl Lölhöffel von Löwensprung (1810–1876) und dessen Ehefrau Malwina Sidonia, geborene von Sydow (1818–1886). Sein jüngster Bruder Bruno (1859–1911) war preußischer Oberst.

### Militärkarriere
Erich Lölhöffel von Löwensprung absolvierte das Kadettenkorps und wurde am 9. April 1864 als Sekondeleutnant dem 2. Thüringischen Infanterie-Regiment Nr. 32 der Preußischen Armee überwiesen. Als solcher nahm er zwei Jahre später während des Deutschen Krieges im Mainfeldzug an den Kämpfen bei Hammelburg und Helmstadt teil. Ab dem 1. April 1870 kommandierte man ihn zur Dienstleistung als Erzieher an das Berliner Kadettenhaus und in dieser Stellung stieg er Ende des Jahres zum Premierleutnant auf. Anfang Oktober 1873 kehrte Lölhöffel von Löwensprung zu seinem Stammregiment zurück und rückte Mitte April 1877 unter Beförderung zum Hauptmann zum Kompaniechef auf. Am 22. März 1887 erfolgte seine Versetzung in das 1. Schlesische Grenadier-Regiment Nr. 10, wurde Mitte November 1887 aggregierter Major und Mitte Juni 1889 zum Kommandeur des Füsilier-Bataillons ernannt. Unter Beförderung zum Oberstleutnant trat Lölhöffel von Löwensprung am 25. März 1893 als etatmäßiger Stabsoffizier zum Königin Augusta Garde-Grenadier-Regiment Nr. 4 über. Nachdem man ihm am 15. Februar 1896 zunächst mit der Führung des Füsilier-Regiments „von Gersdorff“ (Hessisches) Nr. 80 beauftragt hatte, ernannte man ihn am 18. April 1896 als Oberst zum Kommandeur dieses Verbandes. Daran schloss sich vom 22. Mai 1899 bis zum 21. März 1902 eine Verwendung als Generalmajor und Kommandeur der 55. Infanterie-Brigade in Karlsruhe an. Anschließend wurde Lölhöffel von Löwensprung Generalleutnant und Kommandeur der 19. Division in Hannover. Anlässlich des Ordensfestes erhielt er im Januar 1904 den Stern zum Roten Adlerorden II. Klasse mit Eichenlaub. In Genehmigung seines Abschiedsgesuches wurde er am 10. April 1905 mit der gesetzlichen Pension zur Disposition gestellt.

### Familie
Erich Lölhöffel von Löwensprung heiratete am 14. Dezember 1872 in Berlin Anna, verwitwet von Arenstorff, geborene von Plessen (1845–1925), eine Tochter des Oberpostkassen-Kontrolleurs Otto von Plessen (1810–1860) und dessen Ehefrau Auguste von Arenstorff (1819–1849).  Aus dieser Ehe sind folgende Kinder bekannt:
- Anna (1873–1954) ⚭ 1. Oktober 1902 in Hannover Wilhelm Franz Ferdinand von Kleist (1870–1908)
- Frida (1874–1888)
- Hermann (1877–1916), preußischer Oberleutnant
- Irma Wanda Marka (1881–1933) ⚭ 30. Juni 1906 in Blankenburg (Harz) Nikolaus von Arnim (1865–1942)